# Monte Brento
Monte Brento este o arie protejată (arie specială de conservare — SAC, sit de importanță comunitară — SCI) din Italia întinsă pe o suprafață de 254 ha, integral pe uscat.

## Localizare
Centrul sitului Monte Brento este situat la coordonatele 45°59′19″N 10°54′42″E / 45.988611°N 10.911667°E.

## Înființare
Situl Monte Brento a fost declarat sit de importanță comunitară în iunie 1995 pentru a proteja 7 specii de animale. Situl a fost protejat și ca arie specială de conservare în martie 2014.

## Biodiversitate
Situată în ecoregiunea alpină, aria protejată conține 9 habitate naturale: Izvoare petrifiante cu formare de travertin (Cratoneurion), Pajiști carstice calcaroase sau bazofile, de Alysso-Sedion albi, Pajiști uscate seminaturale și facies de acoperire cu tufișuri pe substraturi calcaroase (Festuco-Brometalia) (* situri importante pentru orhidee), Grohotișuri termofile și vest-mediteraneene, Râuri de munte și vegetația lor lemnoasă cu Salix elaeagnos, Păduri de Quercus ilex și Quercus rotundifolia, Pante stâncoase calcaroase cu vegetație casmofită, Pajiști alpine și subalpine calcaroase, Păduri ilirice de Fagus sylvatica (Aremonio-Fagion).
La baza desemnării sitului se află mai multe specii protejate de  păsări (7): acvilă de munte (Aquila chrysaetos), caprimulg (Caprimulgus europaeus), șoim călător (Falco peregrinus), vânturel roșu (Falco tinnunculus), gaia neagră (Milvus migrans), pitulice de munte (Phylloscopus bonelli), fluturașul de stâncă (Tichodroma muraria).
Pe lângă speciile protejate, pe teritoriul sitului au mai fost identificate 3 specii de plante, 4 specii de mamifere, 1 specie de reptile.